# Ramphotyphlops nigroterminatus
Ramphotyphlops nigroterminatus är en ormart som beskrevs av Parker 1931. Ramphotyphlops nigroterminatus ingår i släktet Ramphotyphlops och familjen maskormar. Inga underarter finns listade i Catalogue of Life.
Taxonet beskrevs efter exemplar från nordvästra Australien. The Reptile Database flyttar populationen till släktet Anilios och infogar den som synonym i Anilios grypus.